# Ikaroa
En la mitología maorí, Ikaroa es el pez que siempre da a luz a todas las estrellas en la Vía Láctea o la Diosa madre de todas las estrellas. Ikaroa es también un nombre alternativo para la Vía Láctea. Ikaroa también fue llamado Mangōroa (tiempo de tiburón) o Mangōroa i ata (tiburón largo a principios de la madrugada).